# Philondenx
Philondenx é uma comuna francesa na região administrativa da Nova Aquitânia, no departamento Landes. Estende-se por uma área de 9,61 km². Em 2010 a comuna tinha 208 habitantes (densidade: 21,6 hab./km²).